# Yermakhan Ibraimov
Yermakhan Ibraimov (in russo Ермахан Ибраимов?; Taraz, 1º gennaio 1972) è un ex pugile kazako.

## Palmarès

### Olimpiadi
- 2 medaglie:
  - 1 oro (Sydney 2000 nei pesi superwelter)
  - 1 bronzo (Atlanta 1996 nei pesi superwelter)

### Mondiali dilettanti
- 2 medaglie:
  - 1 argento (Budapest 1997 nei pesi superwelter)
  - 1 bronzo (Houston 1999 nei pesi superwelter)

### Giochi asiatici
- 1 medaglia:
  - 1 oro (Bangkok 1998 nei pesi superwelter)